# Urechinidae
Famille
Les Urechinidae sont une famille d'oursins irréguliers vivant dans les abysses.

## Description et caractéristiques
Ce sont des oursins très irréguliers, dont la forme a évolué de la sphère vers une forme allongée, rappelant celle d'un ballon de baudruche. Ces oursins sont structurés selon une symétrie bilatérale secondaire, avec la bouche à l'« avant » et l'anus à l'« arrière ». Les piquants (« radioles ») sont courts, fins et clairsemés.
Leur test est fin et très fragile. 
Les pores ambulacraires dépassent des phyllodes, et il n'y a pas de sulcus antérieur ni de plaque rostrale. Le périprocte est inframarginal.

## Liste des genres
Selon World Register of Marine Species (6 juin 2014) :
- genre Antrechinus Mooi & David, 1996 -- 3 espèces
- genre Cystechinus A. Agassiz, 1879 -- 3 espèces
- genre Pilematechinus A. Agassiz, 1904 -- 3 espèces
- genre Urechinus A. Agassiz, 1879 -- 3 espèces

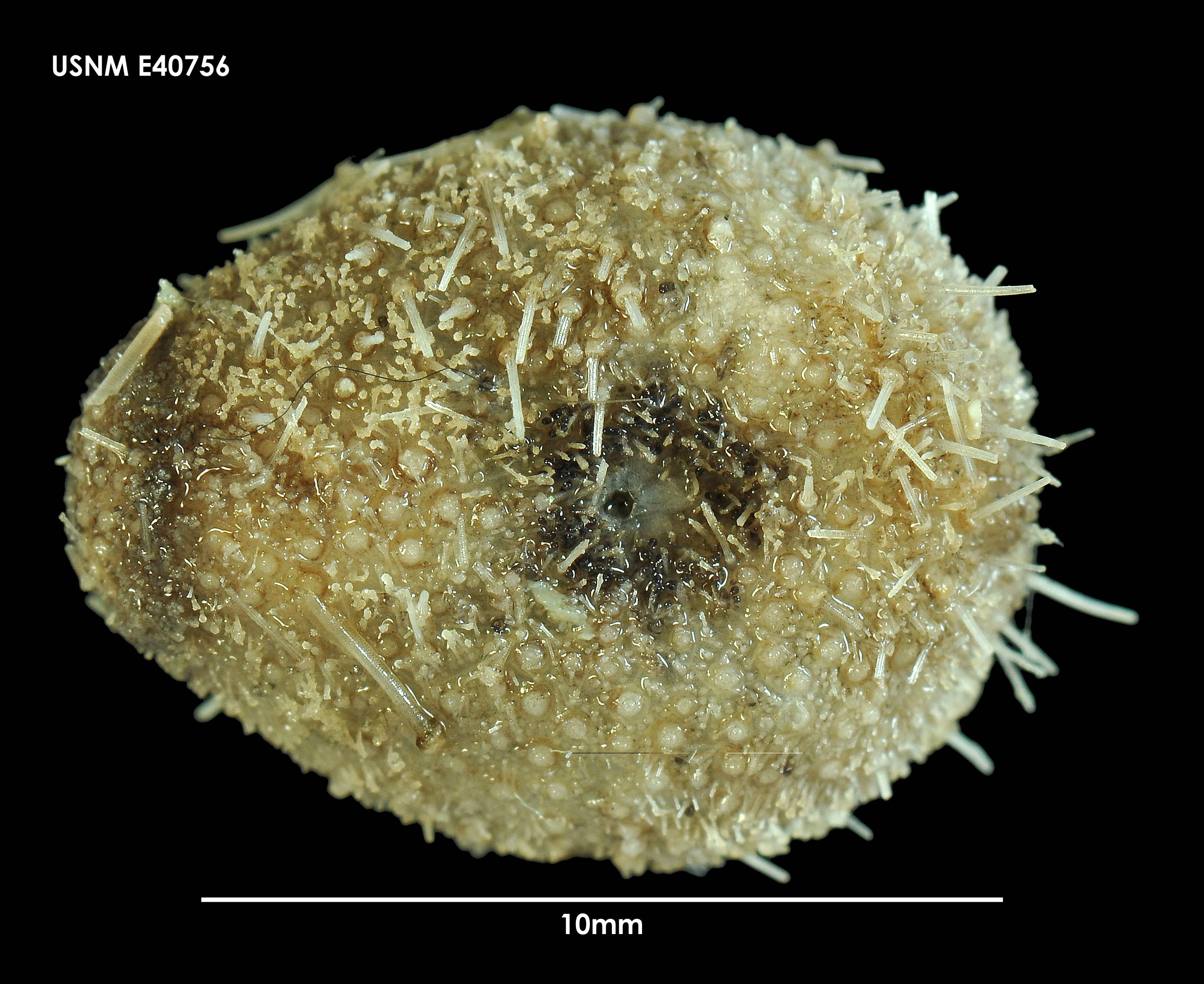
Antrechinus nordenskjoldi.
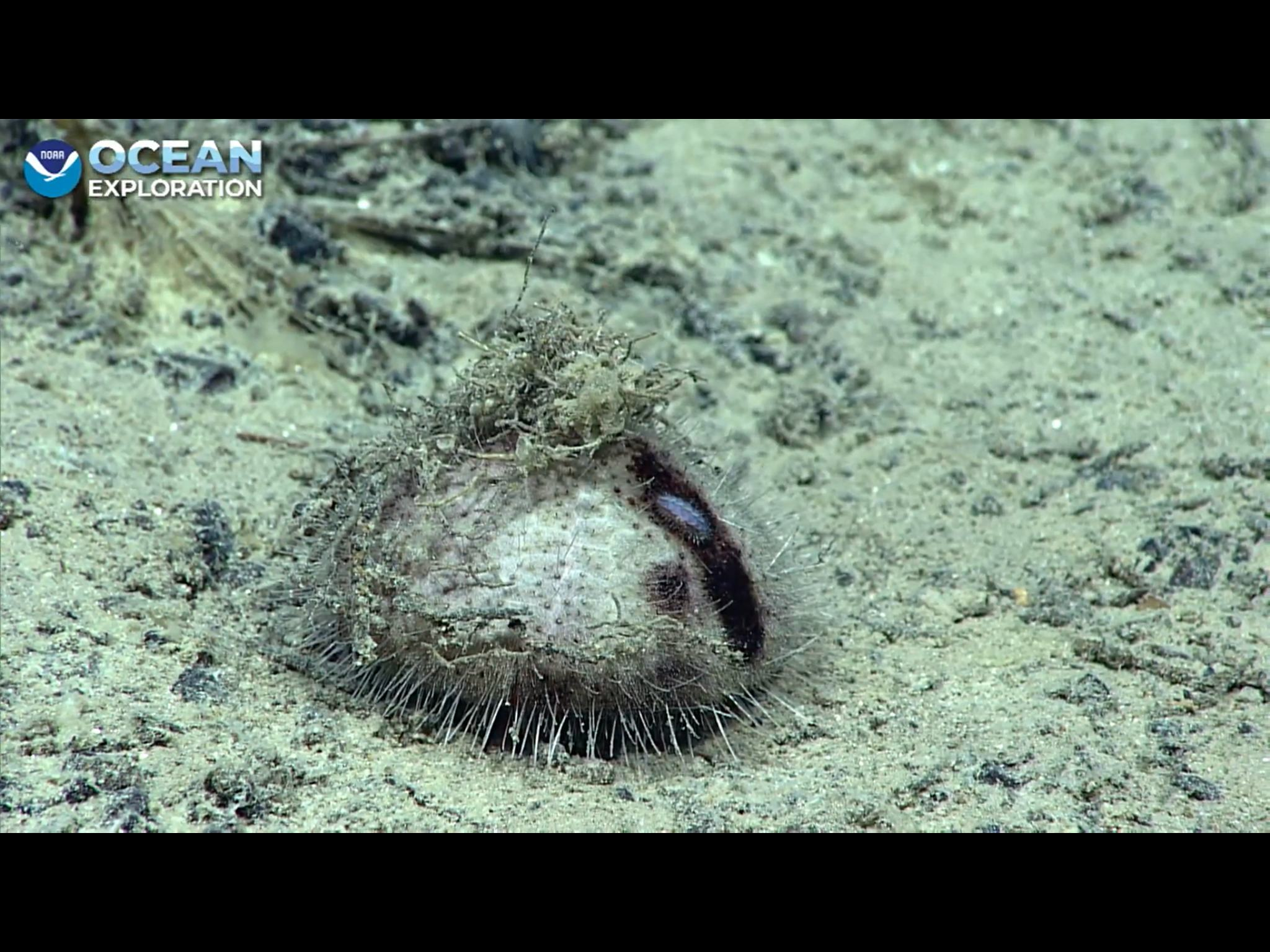
Cystechinus loveni.
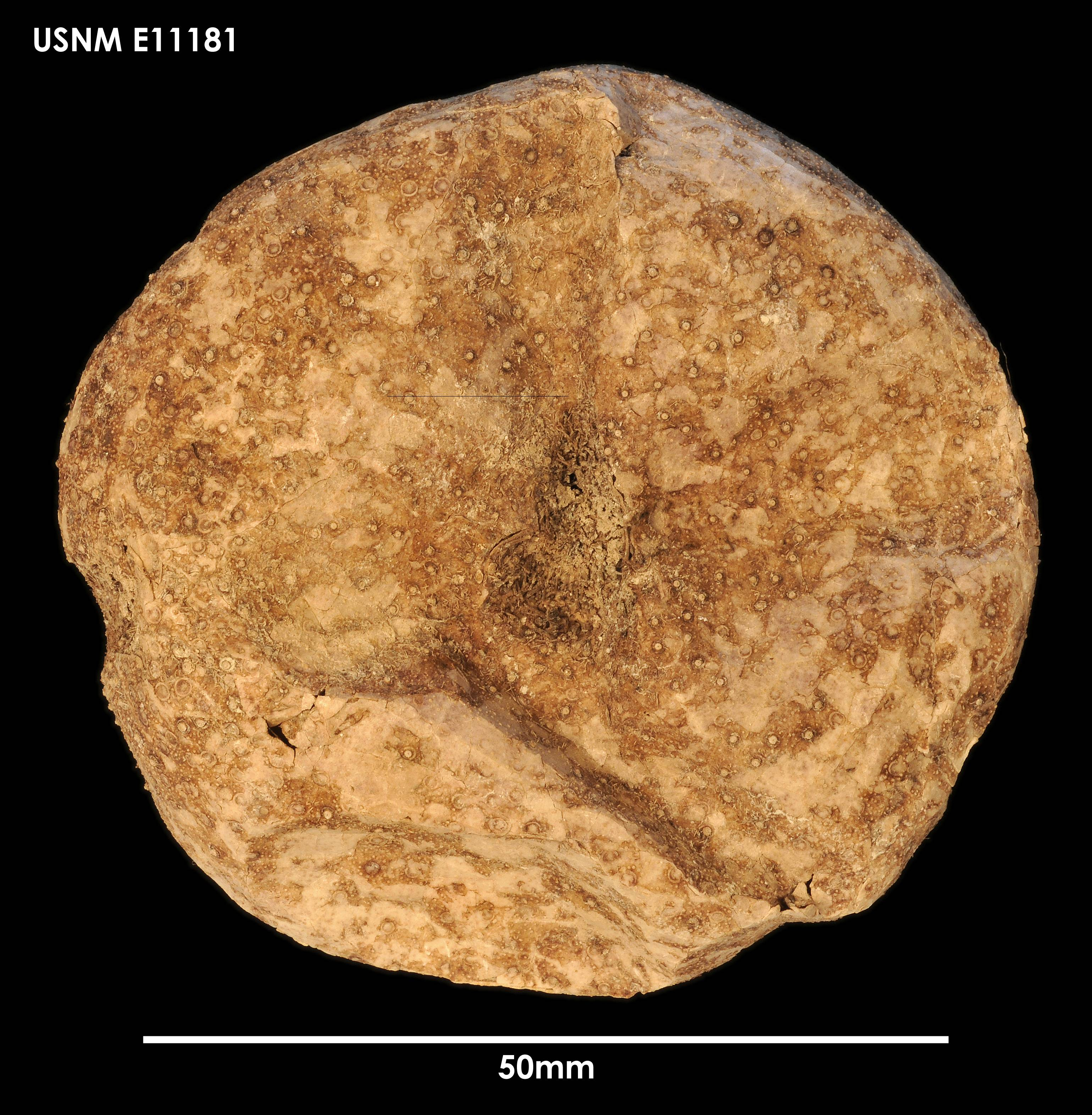
Pilematechinus vesica.
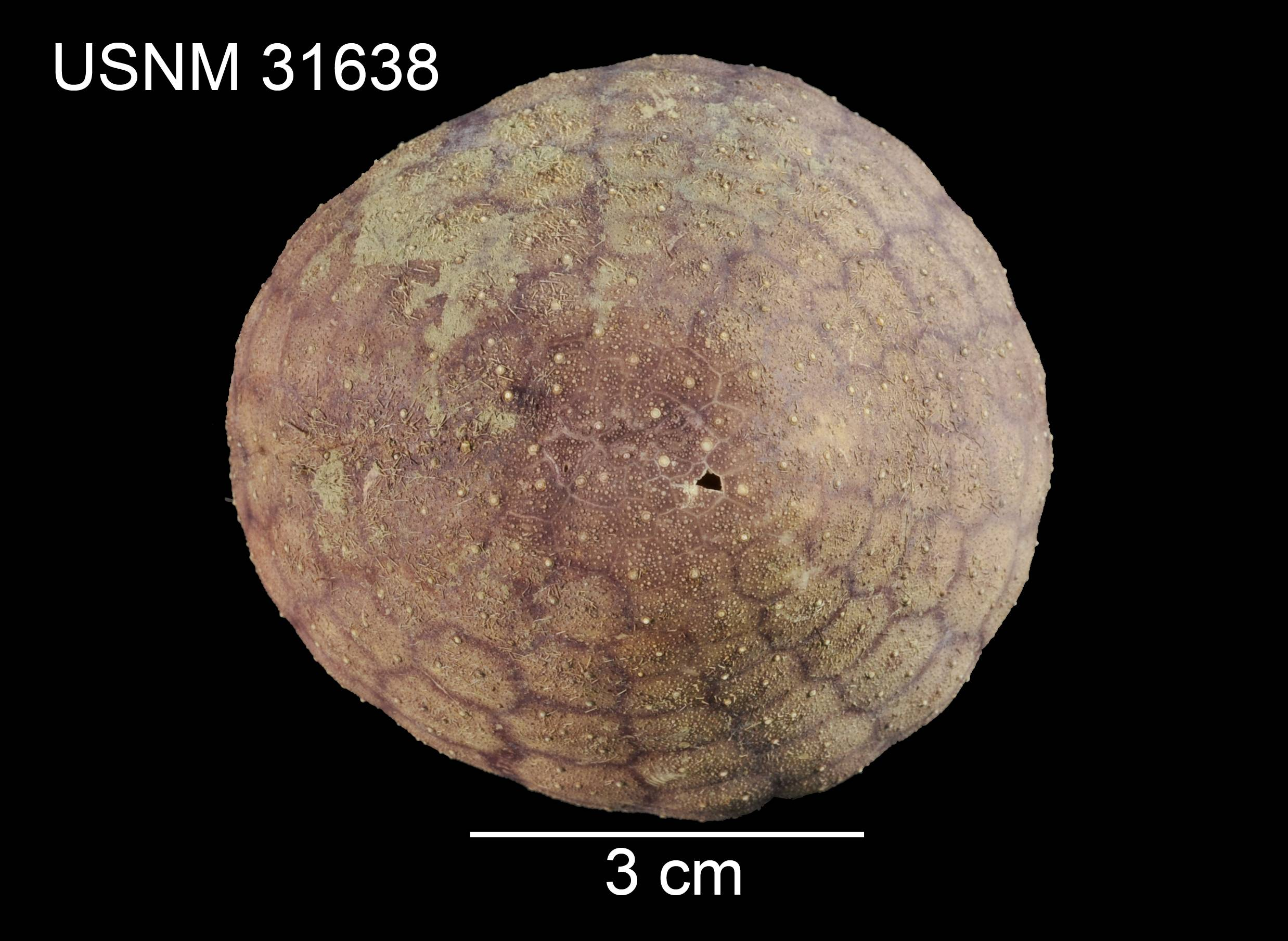
Urechinus reticulatus.

## Publication originale
- (en) P. Martin Duncan, « A Revision of the Genera and great Groups of the Echinoidea », Journal of the Linnean Society of London, Zoology, Londres, Inconnu, vol. 23, nos 141-144,‎ décembre 1889, p. 1-311 (ISSN 0368-2935 et 2378-5314, OCLC 1680906, DOI 10.1111/J.1096-3642.1889.TB01431.X, lire en ligne).